# Chevrolet Spark
Chevrolet Spark je malý vůz vhodný převážně do města. Jeho konkurenti jsou např. Peugeot 107, Toyota Aygo, Škoda Citigo a Fiat Panda. Původně se jmenoval Daewoo Matiz, ale poté, co Chevrolet odkoupil jihokorejskou automobilku Daewoo, byl přejmenován na Chevrolet Spark. Je vyráběn v Evropě, Indii, Pákistánu, Kolumbii a v Ekvádoru. Max. rychlost činí s motorem 0,8l až 145 km/h

## Daewoo Matiz

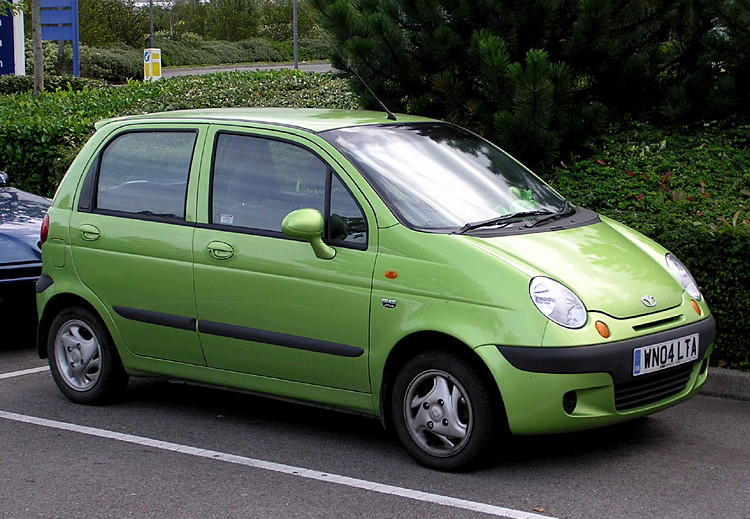
Daewoo Matiz

Model Matiz byl nástupcem typu Tico. Na trh přišel v roce 1998. Design vytvořil Giorgetto Giugiaro. Svou délkou nepřesahovalo tři a půl metru, ale přesto nabízelo dost místa čtyřčlenné posádce, objem zavazadlového prostoru byl malý. Díky vyššímu posezu a velké prosklené ploše je z vozu dobrý výhled. Z nárazových testů Euro NCAP si Matiz odnesl 3 hvězdičky. V nabídce byl zážehový tříválec o objemu 0,8 l výkonu 38 KW a čtyřválec o objemu 1,0 l výkonu 48 KW.